# Stella Eldine Kabré
 (signalé en mai 2025).
Si vous disposez d'ouvrages ou d'articles de référence ou si vous connaissez des sites web de qualité traitant du thème abordé ici, merci de compléter l'article en donnant les références utiles à sa vérifiabilité et en les liant à la section « Notes et références ».
- Archive Wikiwix
- Bing
- Cairn
- DuckDuckGo
- E. Universalis
- Gallica
- Google
- G. Books
- G. News
- G. Scholar
- Persée
- Qwant
- (zh) Baidu
- (ru) Yandex
- (wd) trouver des œuvres sur Wikidata

 (mai 2025).
Si vous disposez d'ouvrages ou d'articles de référence ou si vous connaissez des sites web de qualité traitant du thème abordé ici, merci de compléter l'article en donnant les références utiles à sa vérifiabilité et en les liant à la section « Notes et références ».
Bêbgnasgnan Stella Eldine Kabré/Kaboré, née le 4 mai 1974 à Bobo-Dioulasso, est une diplomate et femme politique burkinabè. Depuis le 17 décembre 2023, elle occupe le poste de ministre déléguée chargée de la Coopération régionale auprès du ministre des Affaires étrangères.

## Biographie

### Formation
Après l’obtention de son baccalauréat série A4 en 1993 au Collège Tounouma Garçons de Bobo-Dioulasso, elle poursuit ses études à l’Université de Ouagadougou, où elle obtient en 1999 une maîtrise en sociologie, option santé et ruralité. En 2004, elle est diplômée de l’École nationale d'administration et de magistrature (ENAM) en tant que conseillère des affaires étrangères.
Elle complète ensuite sa formation professionnelle à l’Institut des Études Diplomatiques du Caire (Égypte), à l’Institut royal des relations internationales (Egmont) à Bruxelles, et à l’Académie diplomatique internationale de Paris.

### Carrière
Stella Eldine Kabré/Kaboré commence sa carrière dans le secteur des ONG, en intervenant sur des projets de santé maternelle et néonatale. En 2004, elle rejoint le ministère des Affaires étrangères, où elle travaille d’abord à la Direction Afrique et de la Coopération régionale, puis à la Direction générale des relations multilatérales.
De 2009 à 2013, elle est en poste à l’ambassade du Burkina Faso à Paris comme conseillère. À partir de 2014, elle assure la fonction de secrétaire permanente de la Commission nationale pour la Francophonie (CNF), jusqu’en 2018.
En 2019, elle est nommée consule générale du Burkina Faso à Milan, en Italie.

### Ministre déléguée chargée de la Coopération régionale
Le 17 décembre 2023, elle est nommée ministre déléguée chargée de la Coopération régionale dans le gouvernement de transition dirigé par le Premier ministre Apollinaire Joachim Kyélem de Tambèla. Elle est reconduite à ce poste lors du remaniement du 8 décembre 2024.
Dans l’exercice de ses fonctions, elle représente le Burkina Faso à plusieurs rencontres internationales, dont la 19e édition du Conclave Inde-Afrique à New Delhi en 2024. Elle participe également à la 8e session de la Commission mixte tuniso-burkinabè et rencontre des représentants de l'Union européenne dans le cadre de la coopération multilatérale.
Elle intervient par ailleurs dans les consultations avec les communautés établies au Burkina Faso à propos du retrait du pays de la Communauté économique des États de l'Afrique de l'Ouest (CEDEAO).

### Vie privée
Elle est mariée et mère de deux enfants.